# Сюльтинка
Сюльтинка — река в Мари-Турекском районе Марий Эл, левый приток Сарды (бассейн Вятки).
Длина реки 13 км. Исток в лесном массиве в 2,5 км к северо-западу от деревни Дубровка. От истока течёт к упомянутой деревне, затем течёт на юг через деревни Киселёво, Мамсинер, Сюльта, Сарда. Впадает в реку Сарда в деревне Сардаял.
Правительством республики запланировано создание особо охраняемой природной территории регионального значения для сохранения известняково-мергелистых склонов рек Сюльтинка и Сарда.

## Данные водного реестра
По данным государственного водного реестра России относится к Камскому бассейновому округу, водохозяйственный участок реки — Вятка от водомерного поста посёлка городского типа Аркуль до города Вятские Поляны, речной подбассейн реки — Вятка. Речной бассейн реки — Кама.
Код водного объекта в государственном водном реестре — 10010300512111100040128.